# Bartolomeo Corte
Bartolomeo Corte (in latino Curtius; Milano, 1666 – Milano, 17 gennaio 1738) è stato un medico italiano.

## Biografia
Figlio di Carlo, nacque a Milano nel 1666 da una famiglia nobile, ed ebbe un fratello e diverse sorelle. Si laureò in Medicina a Pavia nel 1681. Uomo religioso e pio, intraprese anche studi telogici. Nonostante il vasto patrimonio e le numerose proprietà terriere della famiglia, esercitò la professione medica e lavorò per molti anni all'ospedale Fatebenefratelli, assistendo anche economicamente i più bisognosi. Nel 1714 entrò nell'Accademia Leopoldino-Carolina Naturae Curiosorum, col nome di Hicesius, e fu sempre attivo partecipe della vita culturale della città.
La sua ricca biblioteca comprenderva molte opere di pregio, di argomento medico ma anche di matematica, botanica e geografia. Oltre agli studi d'ambito medico, si occupò di botanica (uso del fungo maltese), geografia (l'origine di alcuni fiumi lombardi) e teologia (il giudizio universale) e fu corrispondente di intellettuali e scienziati italiani, come Valsalva, Vallisneri, Lancisi, Morgagni, Nigrisoli, Torti, Vogli, e di eruditi come Muratori e Bacchini.
Morì a Milano il 17 gennaio 1738 e fu sepolto a Santa Maria dei Servi, chiesa che fu in seguito demolita. Lasciò i suoi beni all'ospedale Fatebenefratelli, e affidò ai gesuiti la sua preziosa biblioteca, ospitata oggi nella Biblioteca Nazionale Braidense.

## Opere

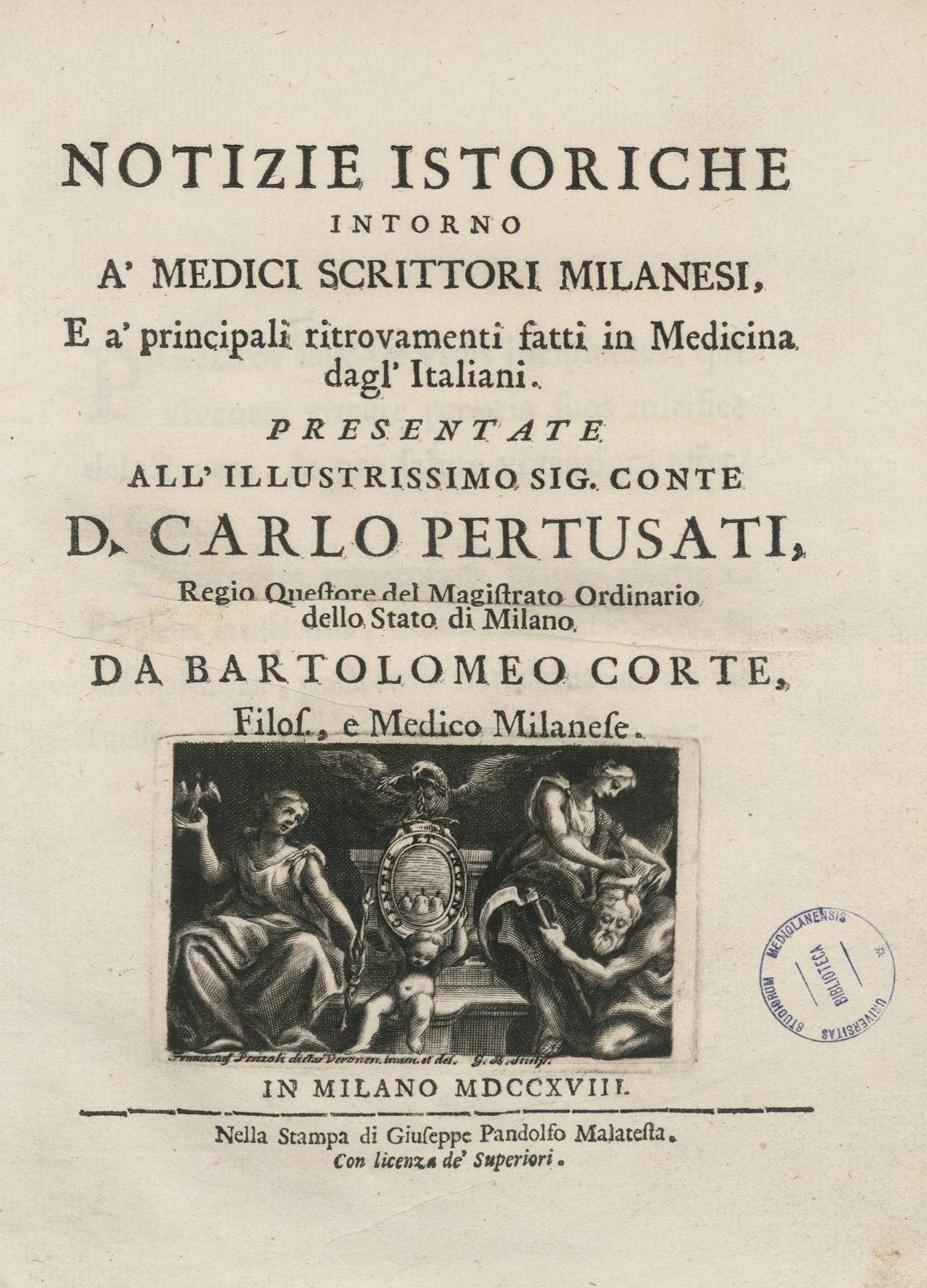
Notizie istoriche intorno a' medici scrittori milanesi, 1718

- Lettera nella quale si dinota da qual tempo probabilmente s'infonde nel feto l'anima ragionevole, 1702.
- Riflessioni sopra alcune opposizioni addotte contro del salasso, Milano, Giuseppe Pandolfo Malatesta, 1713.
- Notizie istoriche intorno a' medici scrittori milanesi, e a' principali ritrovamenti fatti in medicina dagl'italiani, Milano, Giuseppe Pandolfo Malatesta, 1718.
- Delle qualita, et uso del fungo maltese: lettera scritta all'illustrissima signora marchesa d. Margherita Trivlza, Milano, Giuseppe Vigoni, 1737.